# Tour de Francia 1991
El 78º Tour de Francia se disputó del 6 al 28 de julio de 1991 sobre un recorrido de 22 etapas y con un total de 3914 km que se cubrieron a una velocidad media de 38,747 km/h. La carrera comenzó en Lyon y terminó en París, en el clásico final de los Campos Elíseos.
El ganador final fue el español Miguel Induráin, quien lograba su primera victoria de las cinco que acabaría consiguiendo.

## Desarrollo de la carrera
Entre los favoritos para adjudicarse la ronda gala se encontraban corredores como Greg LeMond, Laurent Fignon, Pedro Delgado o Erik Breukink.
La primera etapa constó de dos partes, una etapa en línea por la mañana y, tres horas después de la finalización de esta, una contrarreloj por equipos de 36 km. Esto trajo cierta polémica y algunos corredores, como Stephen Roche, fueron descalificados. Al finalizar el día, el danés Rolf Sörensen era el nuevo líder del Tour de Francia. Sin embargo, perdería el maillot amarillo al abandonar en la 5.ª etapa con la clavícula rota a causa de una caída.
En la 6.ª etapa, entre Arras y Le Havre, se produjo una de las escapadas más largas en la historia del Tour, protagonizada por Thierry Marie, quien recorrió en solitario 234 km, para terminar ganando una merecida etapa.
No fue hasta la 8.ª etapa, contrarreloj individual de 73 km, en que comenzaron a seleccionarse los candidatos reales a la victoria final. Fue la primera victoria de Miguel Induráin en aquel Tour y la confirmación de que era un experto en la lucha individual contra el cronómetro, batiendo al estadounidense Greg LeMond por ocho segundos. Tras la etapa, Pedro Delgado perdía más de dos minutos con el nuevo líder: LeMond.
La etapa siguiente supuso la primera victoria de un corredor brasileño en el Tour de Francia, al imponerse Mauro Ribeiro en Rennes. Dos días después, el equipo PDM al completo abandonaría la competición a causa de una intoxicación alimenticia.
La 12.ª etapa traspasaba la frontera y finalizaba en la localidad española de Jaca. Una larga escapada de los franceses Luc Leblanc y Charly Mottet, en compañía del suizo Pascal Richard, supondría un cambio de líder, en favor del joven Leblanc, tras aventajar al grupo de favoritos en más de 6 minutos. Pero la etapa decisiva sería la 13.ª, con final inédito en Val Louron. Miguel Induráin se escapó en el descenso del Tourmalet y, junto a Claudio Chiappucci, que se le uniría más tarde, protagonizaron una escapada que terminó con la victoria de este último y con el navarro vestido de amarillo. Gianni Bugno perdía algo más de un minuto en línea de meta, mientras que Greg LeMond llegaría a más de siete minutos. Pedro Delgado, perdido en la general para entonces, se convertiría en un gregario de lujo para Induráin.
Tras unas etapas muy movidas a través del Macizo Central, llegó la 17.ª etapa, con final en Alpe d'Huez. Miguel Induráin entró segundo, a rueda del italiano Gianni Bugno, que vencería en la mítica cima.
A la salida de los Alpes, Induráin contaba ya con una cómoda ventaja sobre sus rivales y aún quedaba la última contrarreloj, de 57 km, en la que vencería de nuevo el corredor español.
En la última etapa, con final en los Campos Elíseos, el soviético Djamolidine Abdoujaparov protagonizó una espectacular caída que le privó de la victoria, que sería para su compatriota Dimitri Konyshev. Sin embargo, eso no evitó su triunfo en la clasificación de los puntos.
1991 fue el año del nacimiento como campeón de Miguel Induráin, así como la confirmación de corredores como Gianni Bugno y Claudio Chiappucci, que le acompañaron en el podio de París.

## Etapas
| Etapa   | Fecha       | Recorrido                 | Distancia (km) | Ganador                  | Líder           |
| ------- | ----------- | ------------------------- | -------------- | ------------------------ | --------------- |
| Prólogo | 6 de julio  | Lyon-Lyon                 | 5,4 (CRI)      | Thierry Marie            | Thierry Marie   |
| 1.ª (1) | 7 de julio  | Lyon-Lyon                 | 114,5          | Djamolidine Abdoujaparov | Greg LeMond     |
| 1.ª (2) | 7 de julio  | Bron-Chassieu             | 36,5 (CRE)     | Ceramiche Ariostea       | Rolf Sörensen   |
| 2.ª     | 8 de julio  | Villeurbanne-Dijon        | 210,5          | Étienne De Wilde         | Rolf Sörensen   |
| 3.ª     | 9 de julio  | Dijon-Reims               | 286            | Djamolidine Abdoujaparov | Rolf Sörensen   |
| 4.ª     | 10 de julio | Reims-Valenciennes        | 149,5          | Jelle Nijdam             | Rolf Sörensen   |
| 5.ª     | 11 de julio | Arras-El Havre            | 259            | Thierry Marie            | Thierry Marie   |
| 6.ª     | 12 de julio | El Havre-Argentan         | 196,5          | Jean Paul Van Poppel     | Thierry Marie   |
| 7.ª     | 13 de julio | Argentan-Alençon          | 73 (CRI)       | Miguel Induráin          | Greg LeMond     |
| 8.ª     | 14 de julio | Alençon-Rennes            | 161            | Mauro Ribeiro            | Greg LeMond     |
| 9.ª     | 15 de julio | Rennes-Quimper            | 207,5          | Phil Anderson            | Greg LeMond     |
| 10.ª    | 16 de julio | Quimper-Saint-Herblain    | 246            | Charly Mottet            | Greg LeMond     |
| 11.ª    | 18 de julio | Pau- Jaca                 | 192            | Charly Mottet            | Luc Leblanc     |
| 12.ª    | 19 de julio | Jaca-Val Louron           | 232            | Claudio Chiappucci       | Miguel Induráin |
| 13.ª    | 20 de julio | Saint-Gaudens-Castres     | 172,5          | Bruno Cenghialta         | Miguel Induráin |
| 14.ª    | 21 de julio | Albi-Alès                 | 235            | Moreno Argentin          | Miguel Induráin |
| 15.ª    | 22 de julio | Alès-Gap                  | 215            | Marco Lietti             | Miguel Induráin |
| 16.ª    | 23 de julio | Gap-Alpe d'Huez           | 125            | Gianni Bugno             | Miguel Induráin |
| 17.ª    | 24 de julio | Le Bourg-d'Oisans-Morzine | 255            | Thierry Claveyrolat      | Miguel Induráin |
| 18.ª    | 25 de julio | Morzine-Aix-les-Bains     | 177            | Dimitri Konyshev         | Miguel Induráin |
| 19.ª    | 26 de julio | Aix-les-Bains-Mâcon       | 160            | Viatcheslav Ekimov       | Miguel Induráin |
| 20.ª    | 27 de julio | Lugny-Mâcon               | 57 (CRI)       | Miguel Induráin          | Miguel Induráin |
| 21.ª    | 28 de julio | Melun-París               | 178            | Dimitri Konyshev         | Miguel Induráin |

## Clasificaciones
| \| 1. \| Miguel Induráin \| España \| BAN \| 101h 01' 20" \| \| \| 2. \| Gianni Bugno \| Italia \| GAT \| + 3' 36" \| \| \| 3. \| Claudio Chiappucci \| Italia \| CAR \| + 5' 56" \| \| \| 4. \| Charly Mottet \| Francia \| RMO \| + 7' 37" \| \| \| 5. \| Luc Leblanc \| Francia \| CAS \| + 10' 10" \| \| \| 6. \| Laurent Fignon \| Francia \| CAS \| + 11' 27" \| \| \| 7. \| Greg LeMond \| Estados Unidos \| Z \| + 13' 13" \| \| \| 8. \| Andrew Hampsten \| Estados Unidos \| MOT \| + 13' 40" \| \| \| 9. \| Pedro Delgado \| España \| BAN \| + 20' 10" \| \| \| 10. \| Gérard Rue \| Francia \| HEL \| + 20' 13" \| \| |                    |                |     |              |  |
| 1. | Miguel Induráin    | España         | BAN | 101h 01' 20" |  |
| 2. | Gianni Bugno       | Italia         | GAT | + 3' 36"     |  |
| 3. | Claudio Chiappucci | Italia         | CAR | + 5' 56"     |  |
| 4. | Charly Mottet      | Francia        | RMO | + 7' 37"     |  |
| 5. | Luc Leblanc        | Francia        | CAS | + 10' 10"    |  |
| 6. | Laurent Fignon     | Francia        | CAS | + 11' 27"    |  |
| 7. | Greg LeMond        | Estados Unidos | Z   | + 13' 13"    |  |
| 8. | Andrew Hampsten    | Estados Unidos | MOT | + 13' 40"    |  |
| 9. | Pedro Delgado      | España         | BAN | + 20' 10"    |  |
| 10. | Gérard Rue         | Francia        | HEL | + 20' 13"    |  |

| \| 1. \| Djamolidine Abdoujaparov \| Unión Soviética \| CAR \| 316 puntos \| \| 2. \| Laurent Jalabert \| Francia \| TOS \| 263 puntos \| \| 3. \| Olaf Ludwig \| Alemania \| PAN \| 175 puntos \| |                          |                 |     |            |
| 1. | Djamolidine Abdoujaparov | Unión Soviética | CAR | 316 puntos |
| 2. | Laurent Jalabert         | Francia         | TOS | 263 puntos |
| 3. | Olaf Ludwig              | Alemania        | PAN | 175 puntos |

| \| 1. \| Claudio Chiappucci \| Italia \| CAR \| 312 puntos \| \| 2. \| Thierry Claveyrolat \| Francia \| RMO \| 277 puntos \| \| 3. \| Luc Leblanc \| Francia \| CAS \| 164 puntos \| |                     |         |     |            |
| 1. | Claudio Chiappucci  | Italia  | CAR | 312 puntos |
| 2. | Thierry Claveyrolat | Francia | RMO | 277 puntos |
| 3. | Luc Leblanc         | Francia | CAS | 164 puntos |

| \| 1. \| Álvaro Mejía \| Colombia \| RYA \| 101h 35' 12" \| \| 2. \| Gerrit De Vries \| Holanda \| BUC \| + 20' 55" \| \| 3. \| Dominik Krieger \| Alemania \| HEL \| + 55' 29" \| |                 |          |     |              |
| 1. | Álvaro Mejía    | Colombia | RYA | 101h 35' 12" |
| 2. | Gerrit De Vries | Holanda  | BUC | + 20' 55"    |
| 3. | Dominik Krieger | Alemania | HEL | + 55' 29"    |

| \| 1. \| Banesto \| España \| BAN \| 303h 28' 50" \| \| 2. \| Castorama \| Francia \| CAS \| + 25' 44" \| \| 3. \| RMO-Mavic-Liberia \| Francia \| RMO \| + 40' 25" \| |                   |         |     |              |
| 1. | Banesto           | España  | BAN | 303h 28' 50" |
| 2. | Castorama         | Francia | CAS | + 25' 44"    |
| 3. | RMO-Mavic-Liberia | Francia | RMO | + 40' 25"    |